# Adolfo Aristarain
Adolfo Aristarain (Ciudad de Buenos Aires; 19 de octubre de 1943) es un director y guionista de cine argentino. Su carrera como director es una de las más largas y destacadas en la filmografía argentina. También ha sido ayudante de dirección en más de 30 películas. Sus filmes combinan la firmeza narrativa del cine estadounidense clásico y los temas sociales del cine político de la Argentina. En 2003 se le concedió la nacionalidad española por carta de naturaleza.

## Biografía
Nacido en Parque Chas, desde su infancia fue lector y cinéfilo empedernido. Estudió inglés hasta convertir ese idioma en su segunda lengua. Con respecto al cine y la literatura, decidió ser autodidacta. Intentó ser cuentista en su adolescencia e hizo un programa en Radio Nacional, en el que leía traducciones propias de Dylan Thomas.
Tuvo algunos acercamientos al cine como montador y sonidista en Río de Janeiro, y como ayudante de producción en Buenos Aires. Finalmente, a comienzos de los años setenta comenzó a trabajar como ayudante de dirección de manera sistemática y profesional. En el año 1967 se radicó en Madrid y regresó a Buenos Aires en 1974. Continuó aprendiendo el oficio del cine trabajando como ayudante hasta que, después de treinta largometrajes asistiendo a directores como Mario Camus, Vicente Aranda, Sergio Leone, Lewis Gilbert, Gordon Flemyng, Peter Collinson, Daniel Tinayre y Sergio Renán, escribió un guion y consiguió realizar su primera película en 1978.
Desarrolló su tarea como director, productor y guionista de cine entre Argentina y España, y esporádicamente en los Estados Unidos. Es miembro de la Academia Española y fue vicepresidente de Directores Argentinos Cinematográficos (DAC) durante los dos años en que desde esa entidad se promovió la actual Ley de Cine. En el año 2003 le fue otorgada la nacionalidad española por Real Decreto, en mérito a su aporte a la cultura iberoamericana.
A lo largo de su filmografía se observa una cierta repetición en los elencos, apareciendo en más de una ocasión actores como Juan Diego Botto, Cecilia Roth, José Sacristán y, el más destacado, Federico Luppi, al que a menudo se ha considerado como el actor fetiche de Aristarain, pese a que este siempre lo ha negado. En la década del '80 Aristarain declaró que sus maestros eran John Ford, Howard Hawks, Raoul Walsh, Nicholas Ray y John Huston.
En diversas entrevistas Aristarain ha hablado de sus tres últimas obras, Martín (Hache), Lugares comunes (basado en la novela de su primo Lorenzo F. Aristarain) y Roma, como tres partes de un mismo conjunto de miedos.

## Filmografía

### Como director
- La parte del león (1978)
- La playa del amor (1979)
- La discoteca del amor (1980)
- Tiempo de revancha (1981)
- Últimos días de la víctima (1982)
- The Stranger (1987)
- Un lugar en el mundo (1992)
- La ley de la frontera (1995)
- Martín (Hache) (1997)
- Lugares comunes (2002)
- Roma (2004)

### Intérprete
- Dar la cara (1962) ...Extra

### Asistente de dirección
- Una mujer  (1975)
- Los superagentes biónicos  (1977)
- La aventura explosiva  (1977)
- Crecer de golpe, de Sergio Renán (1977)
- Los superagentes y el tesoro maldito (1978)
- La fiesta de todos (1979)

### Segundo asistente de dirección
- Muchachos impacientes (1966)
- La muchachada de a bordo  (1967)
- La bestia desnuda  (1971)

## Premios
Premios Óscar
| Año  | Categoría                 | Película             | Resultado |
| ---- | ------------------------- | -------------------- | --------- |
| 1992 | Mejor película extranjera | Un lugar en el mundo | Candidato |

Premios Goya
| Año  | Categoría                                  | Película             | Resultado |
| ---- | ------------------------------------------ | -------------------- | --------- |
| 2002 | Mejor guion adaptado                       | Lugares comunes      | Ganador   |
| 1997 | Mejor director                             | Martín (Hache)       | Candidato |
| 1992 | Mejor película extranjera de habla hispana | Un lugar en el mundo | Ganador   |
| 2004 | Mejor director                             | Roma                 | Candidato |
| 2004 | Mejor guion original                       | Roma                 | Candidato |

Festival Internacional de Cine de San Sebastián
| Año  | Categoría      | Película             | Resultado |
| ---- | -------------- | -------------------- | --------- |
| 1992 | Mejor película | Un lugar en el mundo | Ganador   |
| 1992 | Premio OCIC    | Un lugar en el mundo | Ganador   |
| 2002 | Mejor guion    | Lugares comunes      | Ganador   |

Premios Cóndor de Plata
| Año  | Categoría            | Película                   | Resultado |
| ---- | -------------------- | -------------------------- | --------- |
| 1982 | Mejor película       | Tiempo de revancha         | Ganador   |
| 1982 | Mejor director       | Tiempo de revancha         | Ganador   |
| 1982 | Mejor guion original | Tiempo de revancha         | Ganador   |
| 1983 | Mejor película       | Últimos días de la víctima | Candidato |
| 1983 | Mejor director       | Últimos días de la víctima | Ganador   |
| 1983 | Mejor guion adaptado | Últimos días de la víctima | Ganador   |
| 1993 | Mejor película       | Un lugar en el mundo       | Ganador   |
| 1993 | Mejor director       | Un lugar en el mundo       | Ganador   |
| 1993 | Mejor guion original | Un lugar en el mundo       | Ganador   |
| 1998 | Mejor película       | Martín (Hache)             | Candidato |
| 1998 | Mejor director       | Martín (Hache)             | Ganador   |
| 1998 | Mejor guion original | Martín (Hache)             | Candidato |
| 2002 | Mejor película       | Lugares comunes            | Candidato |
| 2002 | Mejor director       | Lugares comunes            | Candidato |
| 2002 | Mejor guion adaptado | Lugares comunes            | Candidato |
| 2005 | Mejor película       | Roma                       | Ganador   |
| 2005 | Mejor director       | Roma                       | Ganador   |
| 2005 | Mejor guion original | Roma                       | Candidato |

Premio Konex
| Año  | Categoría                                                          | Resultado |
| ---- | ------------------------------------------------------------------ | --------- |
| 1981 | Diploma al Mérito: Mejor Director de cine de la historia argentina | Ganador   |
| 1994 | Diploma al Mérito: Mejor Guionista de la década                    | Ganador   |
| 2001 | Konex de Platino: Mejor Director de cine de la década              | Ganador   |